# Cinnamon
Cinnamon (у перекладі кориця) — користувацьке оточення і стільниця для Linux, в рамках якої спільнотою розробників дистрибутиву Linux Mint розвивається форк оболонки GNOME Shell, файлового менеджера Nemo і віконного менеджера Mutter, націлений на надання оточення в класичному стилі GNOME 2, але заснованого на технологіях GNOME3 з підтримкою вдалих елементів взаємодії з GNOME Shell. Робоче оточення в Cinnamon побудовано на основі робочого столу і панелі, на якій розміщено меню, область швидкого запуску, перелік відкритих вікон і системний лоток. Cinnamon поставляється як штатне оточення у випуску дистрибутиву Linux Mint. Установчі пакунки підготовлені для Linux Mint, Ubuntu, Debian, Fedora, Arch Linux, Gentoo і openSUSE.
Cinnamon використовується в дистрибутивах Linux Mint, Fedora 18 і вище Netinstall/DVD, Snowlinux, Manjaro і Cinnarch, PC-BSD.

## Історія
Команда Linux Mint після виходу GNOME 3 втратила впевненість у майбутньому свого дистрибутиву. Нова оболонка GNOME Shell абсолютно не відповідала завданням розробників і не вписувалася в ідеї Linux Mint, при цьому інші гідні альтернативи були відсутні. Linux Mint 11 «Katya» був випущений з фінальним релізом GNOME 2, але для подальшого розвитку було потрібно нове рішення, бо ні складові GNOME 2, ні бібліотеки GTK 2 більше не мали підтримки з боку розробників проекту GNOME. Тоді було вирішено доопрацювати GNOME Shell до стану, придатного до використання в дистрибутиві. Результатом цього стали «Mint GNOME Shell Extensions» (MGSE). Тим часом, з'явилася стільниця MATE, що являла собою форк GNOME 2. Команда Linux Mint вирішила включити MATE в реліз Linux Mint 12 «Ліза» разом з MGSE, щоб користувач мав можливість використовувати класичний GNOME 2 поряд з новим GNOME 3 та його розширеннями — MGSE.
MGSE не виправдав очікувань. Оскільки GNOME Shell розвивався в зовсім іншому напрямку, ніж очікували розробники Linux Mint, життєздатність MGSE була під сумнівом. Відповіддю на таку проблему стало відгалуження проекту GNOME Shell в Cinnamon, який став підконтрольний програмістам Linux Mint з чіткою орієнтацією в своїй основі на даний дистрибутив. Проект був представлений публіці 2 січня 2012 в блозі Linux Mint.
Cinnamon використовує віконний рушій Muffin, форк віконного менеджера Mutter з GNOME 3.
Починаючи з версії Cinnamon 2.0, що вийшов у жовтні 2013, це оточення відійшло від використання GNOME як залежності і перейшло до постачання повністю відокремленого оточення, що не перетинається з GNOME. Технічно Cinnamon як і раніше ґрунтується на компонентах GNOME, але ці компоненти поставлятися як періодично синхронізований форк GNOME, не пов'язаний зовнішніми залежностями з GNOME.

## Можливості
Cinnamon надає низку можливостей, включаючи:
- Ефекти робочого столу, включаючи анімацію і трансформацію;
- Переміщувана панель, оснащена меню, областю швидкого запуску, списком вікон і панеллю завдань;
- Всілякі розширення;
- Аплети панелі;
- Функції, аналогічні GNOME Shell;
  - Редактор налаштувань із можливістю конфігурування:
  - Панелі;
  - Календаря;
  - Тем;
  - Ефектів робочого столу;
  - Аплетів;
  - Розширень.

## Виноски
1. ↑  https://github.com/linuxmint/cinnamon
2. ↑  Snowlinux home (англ.). Архів оригіналу за 23 листопада 2012. Процитовано 10 жовтня 2013.
3. ↑  About Manjaro Linux (англ.). Архів оригіналу за 23 листопада 2012. Процитовано 10 жовтня 2013. [Архівовано 2012-11-20 у Wayback Machine.]
4. ↑  Cinnarch is elegance (англ.). Архів оригіналу за 23 листопада 2012. Процитовано 10 жовтня 2013.